# Spit Out the Bone
"Spit Out the Bone" é uma canção da banda americana de heavy metal Metallica. Foi lançado como o quinto single de seu décimo álbum de estúdio, Hardwired... to Self-Destruct (2016), em 14 de novembro de 2017, através da Blackened Recordings. A canção fez sua estreia ao vivo na Arena O2, em Londres, em 24 de outubro de 2017. "Spit Out the Bone" foi considerado pelos críticos e pelos fãs como uma das melhores faixas do álbum.

## Videoclipe
O videoclipe de "Spit Out the Bone" foi lançado em 17 de novembro de 2016 e foi dirigido por Phil Mucci. De acordo com os temas transumanísticos da canção, o vídeo mostra um grupo de humanos renegados revoltando-se contra o domínio das máquinas. O videoclipe foi filmado na cidade italiana de Matera.

## Equipe e colaboradores
- James Hetfield - vocais, guitarra rítmica
- Kirk Hammett - guitarra
- Robert Trujillo - baixo
- Lars Ulrich - bateria

## Desempenho nas tabelas musicais
| Tabelas musicais (2017)                    | Melhor posição |
| ------------------------------------------ | -------------- |
| Estados Unidos (Billboard Hot Rock Songs)  | 32             |
| Estados Unidos (Billboard Mainstream Rock) | 4              |